# 龚新智
龚新智（1962年7月—），原名龚兴智，中华人民共和国政治人物。

## 生平
962年7月，龚新智出生在湖南省永州市双牌县。
1985年3月，龚新智加入中国共产党。1994年12月，龚新智出任道县人民政府县长助理，1997年8月调任共青团永州市委书记。2000年9月龚新智下调中共新田县委副书记，同年11月兼任新田县人民政府县长，2009年1月升任县委书记。2014年1月，龚新智调任永州市发展和改革委员会主任、党组书记。

### 落马
2015年6月24日，龚新智涉嫌“严重违纪”接受湖南省纪委监委立案调查，10月23日遭到免职处分，11月4日检察机关以涉嫌“受贿罪”决定逮捕龚新智。
2017年4月，永州市中级人民法院以“犯受贿罪、滥用职权罪”判处其有期徒刑11年，并且处罚金100万元。